# Cherūsh-e Ītvand
Cherūsh-e Ītvand (persiska: چِروشِ يتيوَند, چروش ایتوند, Cherūsh-e Ītīvand) är en ort i Iran.   Den ligger i provinsen Lorestan, i den västra delen av landet, 400 km sydväst om huvudstaden Teheran. Cherūsh-e Ītvand ligger 1 615 meter över havet och antalet invånare är 250.
Terrängen runt Cherūsh-e Ītvand är huvudsakligen kuperad. Cherūsh-e Ītvand ligger nere i en dal. Runt Cherūsh-e Ītvand är det ganska tätbefolkat, med 56 invånare per kvadratkilometer. Närmaste större samhälle är Kahrīz, 3,9 km söder om Cherūsh-e Ītvand. Omgivningarna runt Cherūsh-e Ītvand är i huvudsak ett öppet busklandskap.